# Мназі-Бей
Мназі-Бей — газове родовище на південному сході Танзанії. Розташоване в районі однойменної затоки на узбережжі Індійського океану, за півтора десятка кілометрів від кордону з Мозамбіком.
У 1982 році італійська компанія Agip (наразі належить Eni) виявила газові поклади у пісковиках епохи олігоцену. Втім, вона на не визнала це комерційним відкриттям, оскільки на той час внутрішній ринок газу в країні був практично відсутнім, а ресурсів родовища не вистачало для спорудження коштовного заводу з виробництва ЗПГ.
До ідеї розробки Мназі-Бей вернулись вже у 21-му столітті, коли виник попит на блакитне паливо в теплоенергетиці (до того країна традиційно розраховувала на гідроелектростанції). Видобуток тут стартував у 2007 році з невеликих об'ємів, потрібних для роботи місцевої ТЕС Мтвара (18 МВт). А в середині 2010-х, з появою газопроводу Мтвара – Дар-ес-Салам, почалась повноцінна розробка. Продукція родовища перш за все надходить на газопереробний завод Мадімба, який має потужність приблизно 5,9 млн м3 на добу. Звідси вона спрямовується на північ у район столиці через зазначений вище трубопровід.
Видобувні запаси (підтверджені та ймовірні) за введеними в розробку покладами становлять 23 млрд м3. Загальні ж видобувні ресурси родовища оцінюються у розмірі 105—113 млрд м3, для підтвердження яких планується проведення додаткового розвідувального буріння.